# Альгинат аммония
Альгина́т аммо́ния (аммоний альгиновокислый) — аммониевая соль альгиновой кислоты. Легко растворяется в воде и при этом получается высоковязкий раствор. Химическая формула — [C12H14O12(NH4)2]n.

## Применение
Альгиновая кислота и альгинаты применяются в пищевой промышленности и медицине.
Альгинат аммония имеет уникальный номер E403 и входит в список пищевых добавок, допустимых к применению в пищевой промышленности Российской Федерации в качестве вспомогательного средства для производства пищевой продукции. Применяется как загуститель и стабилизатор при производстве мороженого и молочных продуктов, желе, в косметике, в фармации и др.